# Constância
Constância – miejscowość w Portugalii, leżąca w dystrykcie Santarém, w regionie Centrum, w podregionie Médio Tejo. Miejscowość jest siedzibą gminy o tej samej nazwie.

## Demografia
| Liczba ludności gminy Constância (1801–2011) | Liczba ludności gminy Constância (1801–2011) | Liczba ludności gminy Constância (1801–2011) | Liczba ludności gminy Constância (1801–2011) | Liczba ludności gminy Constância (1801–2011) | Liczba ludności gminy Constância (1801–2011) | Liczba ludności gminy Constância (1801–2011) | Liczba ludności gminy Constância (1801–2011) | Liczba ludności gminy Constância (1801–2011) | Liczba ludności gminy Constância (1801–2011) |
| -------------------------------------------- | -------------------------------------------- | -------------------------------------------- | -------------------------------------------- | -------------------------------------------- | -------------------------------------------- | -------------------------------------------- | -------------------------------------------- | -------------------------------------------- | -------------------------------------------- |
| 1801                                         | 1849                                         | 1900                                         | 1930                                         | 1960                                         | 1981                                         | 1991                                         | 2001                                         | 2004                                         | 2011                                         |
| 1 583                                        | 2 526                                        | 3 034                                        | 3 248                                        | 4 077                                        | 3 949                                        | 4 170                                        | 3 815                                        | 3 796                                        | 4 056                                        |

## Sołectwa
Sołectwa gminy Constância (ludność wg stanu na 2011 r.)
- Constância – 993 osoby
- Montalvo – 1275 osób
- Santa Margarida da Coutada – 1788 osób